# Portrait de Paul Guillaume (De Chirico, Grenoble)
Pour les articles homonymes, voir Portrait de Paul Guillaume.
Le Portrait de Paul Guillaume est un tableau du peintre italien Giorgio De Chirico réalisé en 1915. Cette peinture à l'huile sur toile, conservée au musée de Grenoble, constitue un portrait du marchand d'art, Paul Guillaume.
C'est le don en 1927 au musée de Grenoble du tableau Les époux par Paul Guillaume, qui incita Giorgio De Chirico en 1935 à donner cette version du portrait du marchand d'art à ce même musée.

## Expositions
- Tentoonstelling van de Afdeeling Moderne Fransche Kunst iut het Museum van Grenoble, Amsterdam, Stedelijk Museum, 12 octobre 1935 au 14 novembre 1935.
- Exposition Appolinaire à la Bibliothèque nationale, Paris, 1969[2].
- Arte italiano, Desde las primeras vanguardias a la postguerra, Madrid, Centro de Arte Reina Sofia, 1990.
- Apollinaire, ses livres, ses amis, Paris, Bibliothèque historique de la ville de Paris, 1991.
- Giorgo de Chirico, un pittore e l'Europa, Rome, Palazzo delle esposizione, décembre 1992 à février 1993 / Gênes, Palazzo Ducale, mars à mai 1993.
- Les Origines de l'Art Moderne en France 1880 - 1939, Singapour, Singapore Art Museum, 1998.
- L'autre visage de la modernité, Düsseldorf, Kunstsammlung Nordrhein-Westfalen, 2001 / Munich, Lenbachhaus Kunstbau Städtische Galerie, décembre 2001 à mars 2002.
- Le retour à l'ordre, Musée de l'Annonciade, Saint-Tropez, 2002.
- L'Art italien et la Metafisica 1912-1935, musée de Grenoble, 2005[3].
- Giorgio de Chirico, Musée d'Art moderne de la ville de Paris 2009.
- Apollinaire, le regard du poète, Paris, musée de l'Orangerie, 2016 — n°62.